# Río Ulka
El río Ulka (del ruso: Улька) es un río de la república de Adiguesia, en Rusia, afluente por la izquierda del río Labá, de la cuenca hidrográfica del Kubán.

## Curso
Nace al este de la capital de la república, Maikop (44°35′11″N 40°11′49″E / 44.58639, 40.19694). En sus cerca de 90 km de longitud atraviesa las localidades de Proletarski, 17 let Oktiabria, Grozni, Volni, Krásnaya Ulka, Komintern, Tkachov, Vladímirovskoye, Lesnói, Novi (donde recibe las aguas del río Airium), Zadunayevski, Mijailov, Novorusov, Leiboabazov, Doroshenko y Vesioli. Desemboca en el curso bajo del río Labá (45°05′25″N 40°00′33″E / 45.09028, 40.00917).